# Dastardly și Muttley în aparatele lor de zbor
Dastardly și Muttley în aparatele lor de zbor (engleză Dastardly and Muttley in Their Flying Machines) este un serial de animație american prdus de Hanna-Barbera Productions care a avut premiera pe 13 septembrie 1969 pe CBS. Este un spin-off din Curse Trăsnite. Serialul se concentrează pe efortul lui Dick Dastardly și a tovarășului său canin Muttley de a prinde porumbelul ce transportă informații secrete, Yankee Doodle. Adesea, se confundă numele emisiunii cu cântecul de generic. În cântecul din generic, Dastardly repetă de foarte multe ori Stop the Pigeon! ("Opriți porumbelul!"), astfel că numele se poate confunda ușor. Această serie de desene animate este foarte cunosut sub numele de Dastardly și Muttley. Dick Dastardly și Muttlley fac parte din Escadrila "Vulturi", alături de Zilly și Clanc, Dastardly fiind șeful.
În România, serialul a fost difuzat pe Boomerang, inițial în limba engleză, iar din 2012 dublat în română.

## Magnificul Muttley
În fiecare dintre cele 17 episoade apare și o secvență bonus din Magnificul Muttley. În fiecare dintre acestea, Muttley este personajul principal. Acesta se crede:
| Episod | Muttley se crede                    |
| ------ | ----------------------------------- |
| 1      | Marinar                             |
| 2      | Jack din "Jack și vrejul de fasole" |
| 3      | Magician                            |
| 4      | Actor de teatru                     |
| 5      | Acrobat de circ                     |
| 6      | Răzbunător mascat                   |
| 7      | Cascador de film                    |
| 8      | Davy Crockett                       |
| 9      | Om de știință                       |
| 10     | Leonardo Da Vinci                   |
| 11     | Pilot de curse                      |
| 12     | Înotător olimpic                    |
| 13     | Explorator artic                    |
| 14     | Om de știință                       |
| 15     | Tarzan                              |
| 16     | Astronaut                           |
| 17     | Super-erou                          |

## Personajele

### Dick Dastardly
Dick Dastardly este șeful escadrilei "Vulturi". Poartă un palton albastru, și o pălărie în dungi roșii cu albastru. Spre deosebire de celialți membrii, ai escadrilei acesta are propria sa replică: "Fir-ar, de douǎ ori fir-ar, de trei ori !" 
Deși pare un personaj foarte nervos, își exteriorizează foarte bine nervii, rămânând calm. Dastardly are probleme în cazul în care escadronul lui greșește. În cazul în care escadronul greșește, Dastardly cade, dar e salvat de Muttley.

### Mutley
Este personajul principal patruped, care nu prea vorbește, și când o face, nu rostește cuvintele clar (de exemplu: "Sassafrassarassa Rick Rastardly" - necesită intonație). Râsul său malefic este foarte deosebit, folosindu-l doar când Dastardly este în pericol.

### Zilly
Este cel mai fricos membru al escadrilei. Fiecare nou plan îl umple cu groază, și el rostește, de obicei, sloganul său, "Oh, dragă ! Oh !", Înainte de retragere cu capul în gulerul hainei. Într-un episod, el este transformat temporar într-un erou prin hipnoză (Zilly Dilly), dar eroismul său nou se dovedește a fi chiar mai dăunător pentru escadron decât lașitatea lui.

### Clanc
Clanc este cel care proiectează avioanele, și dovedește multă istețime. Nici acest personaj nu vorbește coerent. De multe ori, planurile făcute de el se întorc împotriva lui și a celorlalte personaje.

## Introîn limba română

### Dastardly și Muttley în aparatele lor de zbor
"Muttley cǎțel rânjit cu urechile blege,
Când am nevoie de tine, n-am de unde te culege 
Medaliile purtate de tine pe pieptul soios 
Le-ai primit de mântuială, fiindcǎ ești fricos 
Porumbelul, porumbelul, porumbelul, porumbelul 
Porumbelul, porumbelul...
Opriți porumbelul ! 
Cum ? Opriți-l ! 
Prindeți-l !
Capturați-l !
Împiedicați-l ! 
Opriți porumbelul acum ! 
Zilly nu te mai fofila, nu vei izbuti 
Și vei fi adus înapoi cât ai clipi 
Iar tu, Clunk inventeazǎ ceva nemaivăzut 
Cu care sǎ prindem porumbelul, altfel voi fi pierdut ! 
Porumbelul, porumbelul, porumbelul, porumbelul
Porumbelul, porumbelul... 
Opriți porumbelul ! 
Cum ? 
Opriți-l ! 
Prindeți-l !
Capturați-l !
Împiedicați-l !
Opriți porumbelul acum ! " 

### Magnificul Muttley
"Trezește-te, Muttley ! iarǎși visezi ? 
Nu ești Robin Hood; totuși, cine te crezi ? 
Cavaler nu ești, nici rege încoronat. 
Ești doar Muttley, un patruped șifonat !" 

## Episoade
| Nr        | Titlu român                           | Serie                | Titlu englez                       |
| --------- | ------------------------------------- | -------------------- | ---------------------------------- |
|           |                                       |                      |                                    |
| SEZONUL 1 |                                       |                      |                                    |
|           |                                       |                      |                                    |
| 01        | Un concediu de milioane               | Dastardly și Muttley | Fur Out Furlough                   |
| 01        | Muttley pe Bounty                     | Magnificul Muttley   | Muttley On The Bounty              |
| 01        | Aniversare subminată                  | Dastardly și Muttley | Sappy Birthday                     |
|           |                                       |                      |                                    |
| 02        | Urmărește pana                        | Dastardly și Muttley | Follow That Feather                |
| 02        | Muttley și vrejul de fasole           | Magnificul Muttley   | What’s New Old Bean                |
| 02        | Operațiunea nicovala                  | Dastardly și Muttley | Operation Anvil                    |
|           |                                       |                      |                                    |
| 03        | Hi-IQ ridicat la ceruri               | Dastardly și Muttley | Sky Hi-IQ                          |
| 03        | Magnificul Muttdini                   | Magnificul Muttley   | The Marvelous Muttdini             |
| 03        | Un grup de avione                     | Dastardly și Muttley | A Plain Shortage Of Planes         |
|           |                                       |                      |                                    |
| 04        | Acrobații aviatice                    | Dastardly și Muttley | Barnstormers                       |
| 04        | Magnificul Muttley: Actorul rău       | Magnificul Muttley   | Magnificent Muttley: The Bad Actor |
| 04        | Revinoți sau dispari                  | Dastardly și Muttley | Shape Up Or Ship Out               |
|           |                                       |                      |                                    |
| 05        | Opriți porumbelul                     | Dastardly și Muttley | Stop That Pigeon                   |
| 05        | Marele grozav                         | Magnificul Muttley   | The Big Topper                     |
| 05        | Zilly Dilly                           | Dastardly și Muttley | Zilly’s A Dilly                    |
|           |                                       |                      |                                    |
| 06        | Patrula pupăzoi                       | Dastardly și Muttley | The Cuckoo Patrol                  |
| 06        | Muttley cel mascat                    | Magnificul Muttley   | The Masked Muttley                 |
| 06        | Piloți de test                        | Dastardly și Muttley | Pest Pilots                        |
|           |                                       |                      |                                    |
| 07        | Scheunături în Alpii Elvețieni        | Dastardly și Muttley | The Swiss Yelps                    |
| 07        | Stadi la acvila                       | Dastardly și Muttley | Eagle-Beagle                       |
| 07        | Câinele cascador                      | Magnificul Muttley   | Movie Stuntman                     |
|           |                                       |                      |                                    |
| 08        | Zbor pe nevăzute                      | Dastardly și Muttley | Fly By Knights                     |
| 08        | Combustibil ireductibil               | Dastardly și Muttley | There’s No Fool Like a Re-Fuel     |
| 08        | Viteazul cu pălărie cu coadă de raton | Magnificul Muttley   | Coonskin Caper                     |
|           |                                       |                      |                                    |
| 09        | Filme de categoria Z                  | Dastardly și Muttley | Movies Are Badder Than Ever        |
| 09        | Porumbel, dulce porumbel mesager      | Dastardly și Muttley | Home Sweet Homing Pigeon           |
| 09        | Pozne subacvatice                     | Magnificul Muttley   | The Aquanuts                       |
|           |                                       |                      |                                    |
| 10        | Fotograf de nădejde                   | Dastardly și Muttley | Lens A Hand                        |
| 10        | Vacanță cu capcane                    | Dastardly și Muttley | Vacation Trip Trap                 |
| 10        | Leonardo De Muttley                   | Magnificul Muttley   | Leonardo De Muttley                |
|           |                                       |                      |                                    |
| 11        | Pe care porumbel să-l oprim?          | Dastardly și Muttley | Stop Which Pigeon?                 |
| 11        | Vizibilitate Zero Zero                | Dastardly și Muttley | Ceiling Zero Zero                  |
| 11        | Porniți motoarele                     | Magnificul Muttley   | Start Your Engines                 |
|           |                                       |                      |                                    |
| 12        | Cine e cine?                          | Dastardly și Muttley | Who’s Who?                         |
| 12        | Operațiune creier păsăresc            | Dastardly și Muttley | Operation Birdbrain                |
| 12        | Păzea vine nava                       | Magnificul Muttley   | Ship Ahooey                        |
|           |                                       |                      |                                    |
| 13        | Medaliile șterpelite                  | Dastardly și Muttley | Medal Muddle                       |
| 13        | Iao spre sud, tinere porumbel         | Dastardly și Muttley | Go South Young Pigeon              |
| 13        | Amiralul Bird Câine                   | Magnificul Muttley   | Admiral Bird Dog                   |
|           |                                       |                      |                                    |
| 14        | Prea mulți zănatici                   | Dastardly și Muttley | Too Many Kooks                     |
| 14        | Operațiunile gheților                 | Dastardly și Muttley | Ice See You                        |
| 14        | Profesorul Muttley                    | Magnificul Muttley   | Professor Muttley                  |
|           |                                       |                      |                                    |
| 15        | Gogomanul Bulu                        | Dastardly și Muttley | Balmy Swami                        |
| 15        | Camuflaj eșuat                        | Dastardly și Muttley | Camouflage Hop-Aroo                |
| 15        | Muttley potaia sălbatică              | Magnificul Muttley   | Wild Mutt Muttley                  |
|           |                                       |                      |                                    |
| 16        | Când ai avion zbori                   | Dastardly și Muttley | Have Plane Will Travel             |
| 16        | Coada euriană bătută de vânt          | Dastardly și Muttley | Windy Windmill                     |
| 16        | Astropotaia                           | Magnificul Muttley   | The Astromutt                      |
|           |                                       |                      |                                    |
| 17        | Grai aviatic                          | Dastardly și Muttley | Plane Talk                         |
| 17        | Aniversare păsărească                 | Dastardly și Muttley | Happy Bird Day                     |
| 17        | Super Muttley                         | Magnificul Muttley   | Super Muttley                      |
|           |                                       |                      |                                    |